# Arrebossat
|  | Per a altres significats, vegeu «arrebossat (construcció)». |

L’arrebossat, arrebossada o empanament és una tècnica culinària que consisteix a cobrir un aliment, normalment tallat a llesques fines, primer amb ou batut i després amb pa ratllat o farina, per a després fregir-lo en una paella amb oli.

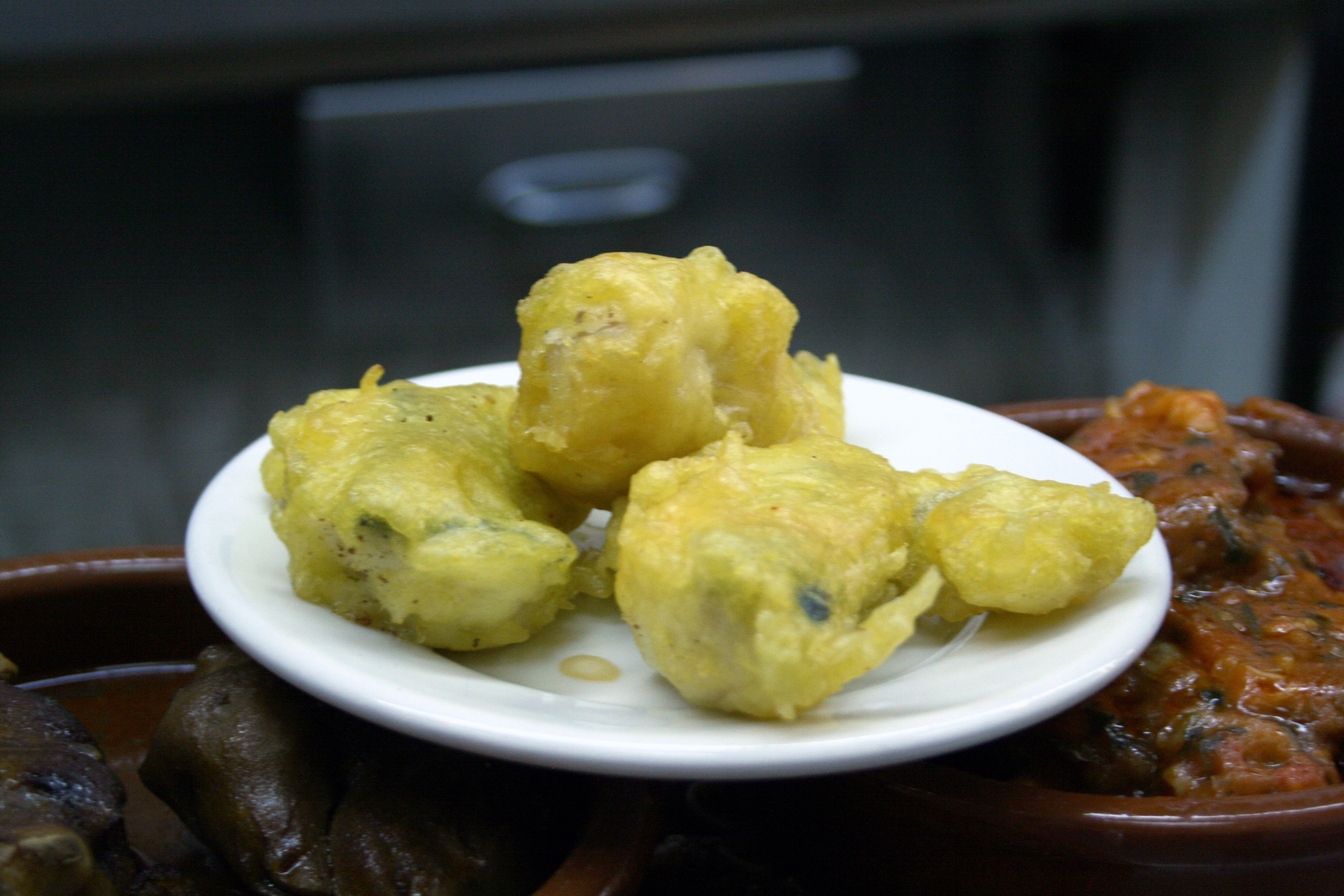
Bacallà arrebossat a Madrid.

Hi ha variants en les quals no es posa ou (com en alguns casos, els peixos, que es passen només per farina, o les tires de calamar), i altres en les quals aquestes dues capes es fan dos cops, per exemple, per a panades de formatges. Alguns dels menjars més típics arrebossats, a part de la carn, el peix i les verdures, són les croquetes, els calamars a la romana, els llibrets de llom, etc.
Com a plats internacionals molt coneguts hi ha el peix fregit, el britànic fish and chips, la carn a la milanesa (o sigui, arrebossada), els nuggets (en català delícies o bocins de pollastre) fets amb una pasta que conté pollastre, etc.